# Arne Lorenz
Arne Lorenz (* 28. Juli 1962 in Lübeck) ist ein deutscher Regisseur, Autor und Editor.
Arne Lorenz wuchs in Mölln auf als Sohn des Kirchenmusikdirektors Karl Lorenz und der Flötistin Maren Lorenz († 9. Mai 1977 bei einem Hotelbrand in Amsterdam, siehe auch Walter Kraft). Die  Schriftstellerin und Puppenspielerin Maren Winter ist seine ältere Schwester. Während des Studiums der Politikwissenschaft, Islamwissenschaft, Germanistik und ev. Theologie in Marburg und Frankfurt a. M. war Arne Lorenz als Berichterstatter für Hörfunk und Printmedien weltweit unterwegs. Schwerpunkte waren die Themenbereiche Außen- und Entwicklungspolitik.
Ab 1995 Autor und Regisseur verschiedener Filmprojekte, darunter der Kurzfilm Vom Schwein zur Wurst, die Reportage Brandspuren – Eindrücke aus Lübeck und Mölln, und der Industriefilm Letzter Abschnitt D-Strecke – Frankfurt fährt ins nächste Jahrtausend für die Stadt Frankfurt a. M.
Seit 1999 lebt und arbeitet Arne Lorenz in Norddeutschland und realisiert Filmprojekte für den Norddeutschen Rundfunk (NDR), das Zweite Deutsche Fernsehen (ZDF) und für privatwirtschaftliche Auftraggeber. 2007 entstand der Dokumentarfilm „Der wahre Schatz des Störtebeker“ (NDR) über die Wirkung und die Legende des Piraten Klaus Störtebeker.
Arne Lorenz ist seit 2004 Vorstandsmitglied im Filmbüro Schleswig-Holstein e. V.

## Filmprojekte u.a.
- Polisario – Reportage über die Sahrauis in der Westsahara
- Die Kuh von morgen (Stab), Arte
- Der wahre Schatz des Störtebeker, NDR
- Schmuggelroute, NDR
- Zoff an der Zapfsäule, WDR